# Disa lugens
Disa lugens är en orkidéart som beskrevs av Harry Bolus. Disa lugens ingår i släktet Disa och familjen orkidéer.

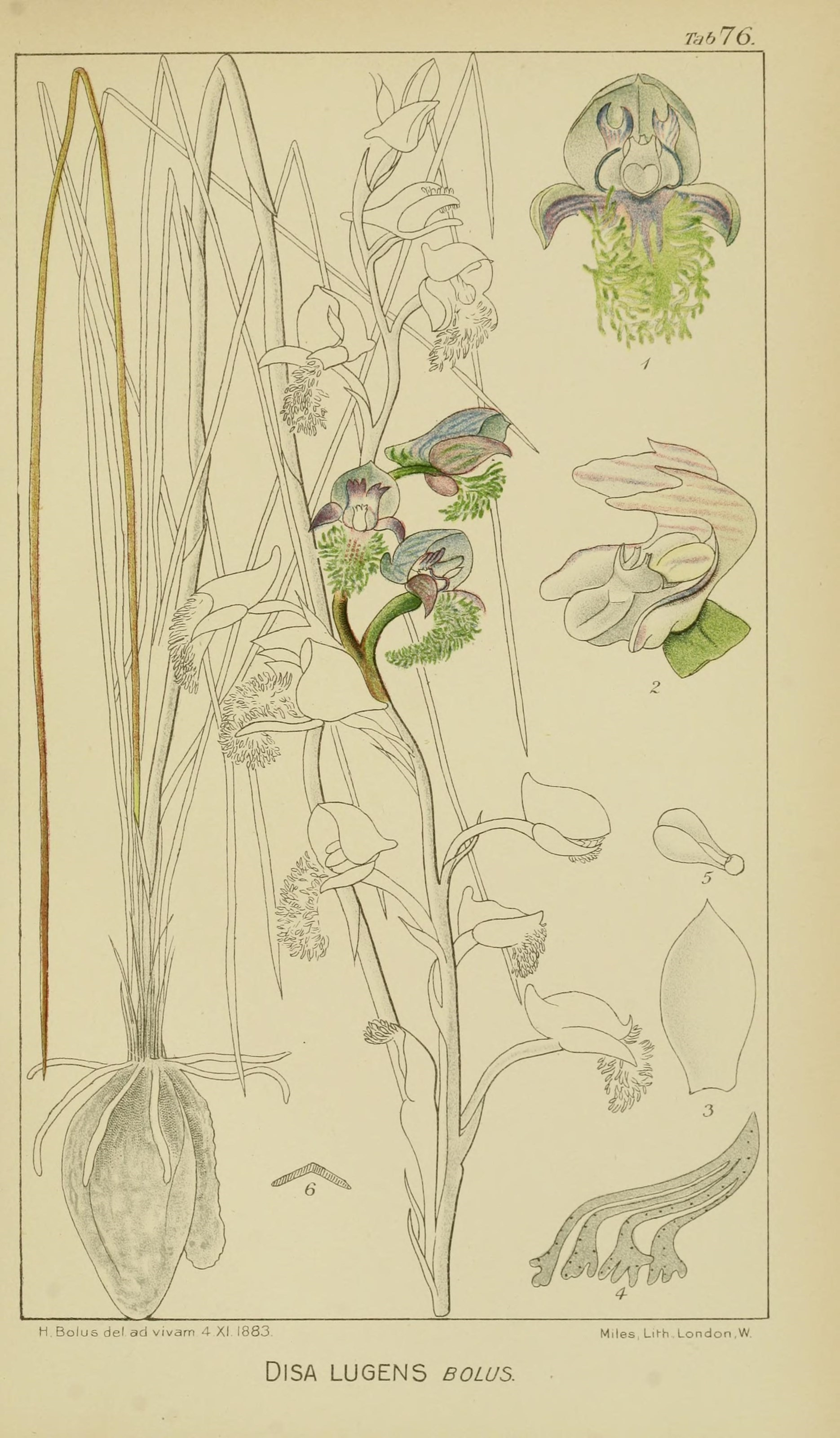

## Underarter
Arten delas in i följande underarter:
- D. l. lugens
- D. l. nigrescens